# Offensiva del Vardar
L'Offensiva del Vardar, che temporalmente va dal 14 al 29 settembre 1918, fu l'ultima grande operazione militare sul Fronte macedone durante la prima guerra mondiale. Dopo un lungo periodo di preparazione le Armate dell'Est degli Alleati riuscirono a rompere la fase di stallo che perdurava in questo teatro da molti anni e obbligarono il Regno di Bulgaria alla capitolazione, che fece propendere decisamente l'ago della bilancia a sfavore degli Imperi centrali.